# Boesenbergia striata
Boesenbergia striata är en enhjärtbladig växtart som först beskrevs av Theodoric Valeton, och fick sitt nu gällande namn av Ludwig Eduard Loesener. Boesenbergia striata ingår i släktet Boesenbergia och familjen Zingiberaceae. Inga underarter finns listade i Catalogue of Life.